# John Wesley Hyatt
John Wesley Hyatt (28. listopadu 1837 Starkey, New York – 10. května 1920) byl americký chemik a vynálezce.
Ačkoliv bývá uváděn jako vynálezce celuloidu, ve skutečnosti pouze zjednodušil a zlepšil výrobu tohoto prvního průmyslově vyráběného plastu. Postup si nechal patentovat v roce 1869.
Celuloid vynalezl Angličan Alexander Parkes v roce 1856 a patentoval jej pod značkou Parkesine. Proces výroby však nezaručoval stabilní kvalitu celuloidu.
John Wesley Hyatt experimentoval s nitrocelulózou. Jeho cílem bylo nalézt materiál vhodný na výrobu biliardových koulí, které se doposud vyráběly z drahé slonoviny. Jako materiál použil plátno, slonovinový prach, šelak a především kolódium. Roku 1870 John a jeho bratr Isaiah patentovali proces výroby materiálu podobajícího se slonovině s přídavkem nitrocelulózy a kafru. V minulosti také Parkes a Daniel Spill (majitel společnosti Xylonite) uváděli jako přísadu kafr při experimentech, ale byli to bratři Hyattovi, kteří zjistili jeho přesná množství pro plastifikaci nitrocelulózy.
Název celuloid, resp. Celluloid vznikl v roce 1870 (po dlouhých sporech se Spillem) jako obchodní známka společnosti Celluloid Manufacturing Company.
John Wesley Hyatt podal okolo 250 patentů, převážně souvisejících s využitím celuloidu. Od roku 1914 byl držitelem Perkinovy medaile Americké chemické společnosti.